# ضرعاء وردية بيضاء
ضرعاء وردية بيضاء (الاسم العلمي:Mammillaria roseoalba) هي نوع من النباتات يتبع جنس الضرعاء من الفصيلة الصبارية.